# Bolchevismo cultural
El bolchevismo cultural (en alemán: Kulturbolschewismus), a veces referido específicamente como «bolchevismo del arte» o «bolchevismo de la música», era un término usado extensamente por los ideólogos de la Alemania nazi para denunciar los movimientos modernistas en las artes, particularmente las formas más nihilistas de expresión. Estas entraron al ojo público por primera vez durante la década de 1920 en la República de Weimar. Artistas alemanes como Max Ernst y Max Beckmann fueron denunciados por Adolf Hitler, el Partido Nazi y otros nacionalistas de derecha como «bolcheviques culturales». El término propagandístico persistió a pesar de que tales formas artísticas fueran desaprobadas en la Unión Soviética bajo Iósif Stalin y tildadas de burguesas, a favor de la estética más realista del realismo socialista.

## Historia

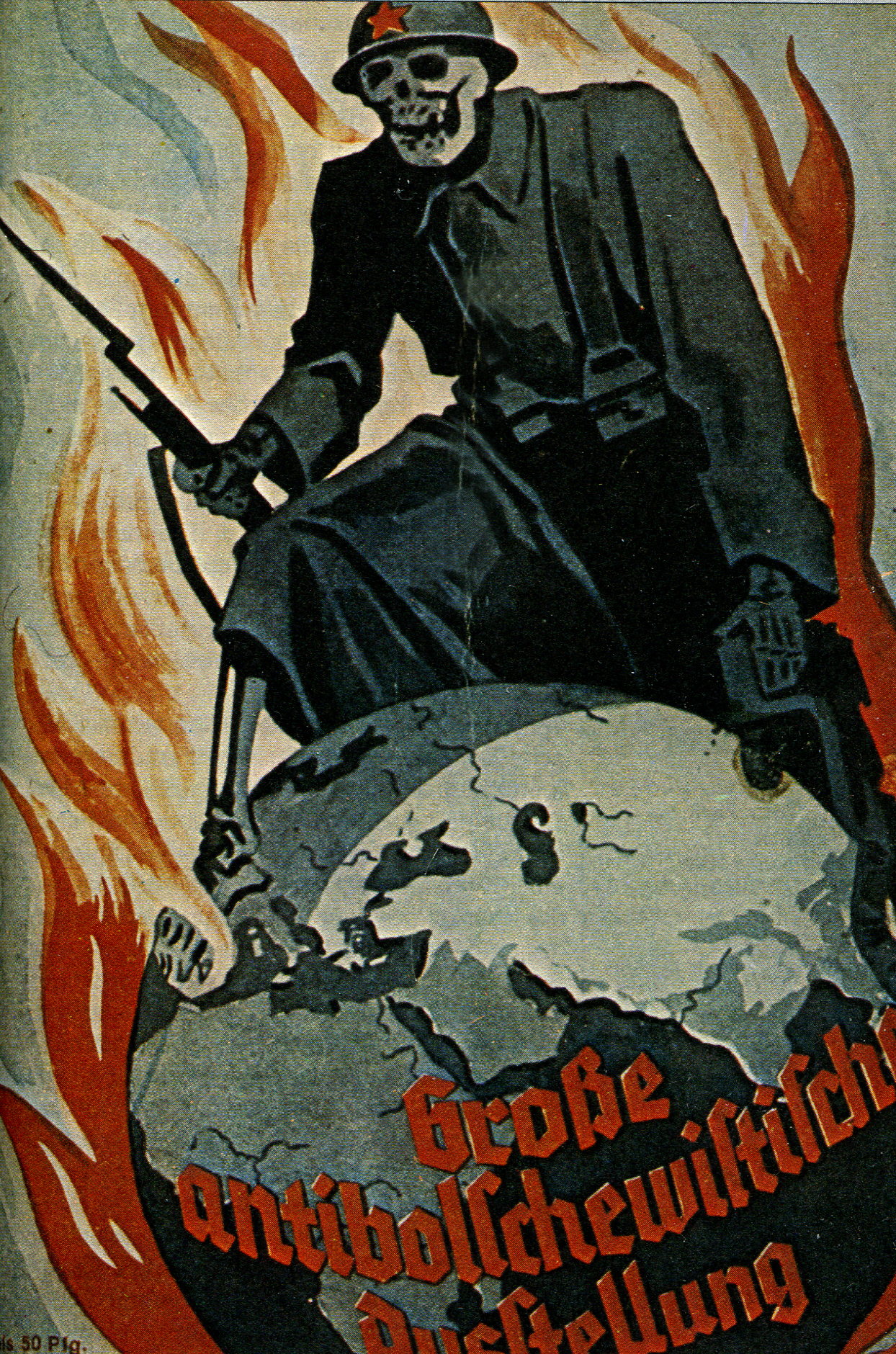
Propaganda nazi antibolchevique.

El desarrollo del arte moderno a comienzos del siglo XX, pero con raíces que remonta a la década de 1860, denota una divergencia revolucionaria contra los valores artísticos tradicionales y hacia los basados en las percepciones personales y los sentimientos de los artistas. Este rechazo de la autoridad tradicional, íntimamente ligada a la revolución industrial y el avance de la democracia como la forma preferida de gobierno, era estimulante para algunos, pero extremadamente amenazador para otros, ya que quitaba la seguridad que sentían bajo el viejo orden.
La ruptura modernista ocurrió casi al mismo tiempo que la revolución de octubre en Rusia, y tal vez era natural que quienes se sintieran amenazados por el nuevo punto de vista artístico la asociaran con el bando victorioso de dicha revolución, los bolcheviques con su filosofía política marxista-leninista. En realidad, la conexión entre el modernismo y el bolchevismo era extremadamente tenue, y principalmente era una cuestión de contemporaneidad en el mismo periodo inestable de la historia europea. Sin embargo, algunos artistas de Europa occidental se inspiraron en ideales revolucionarios, en la medida en que el dadaísta Richard Huelsenbeck declaró con confianza en 1920 que Dada era un «asunto bolchevique alemán».
La asociación del arte nuevo con el bolchevismo circuló en el discurso derechista y nacionalista en los años siguientes; fue, por ejemplo, el tema de un capítulo en Mein Kampf de Adolf Hitler. En medio del ascenso de Hitler al poder, los nazis denunciaron una serie de estilos contemporáneos como «bolchevismo cultural», notablemente el arte abstracto y la escuela de la Bauhaus. Después de ver a un colega ser golpeado por los simpatizantes nazis por haber hecho comentarios favorables al arte moderno, el tipógrafo Paul Renner publicó un ensayo contra la estética nazi titulado «Kulturbolschewismus?» («¿Bolchevismo cultural?») Alrededor del mismo tiempo, Carl von Ossietzky se burló de la flexibilidad del término en los escritos nazis:

El bolchevismo cultural es cuando el director [Otto] Klemperer toma tempo diferente de su colega [Wilhelm] Furtwängler; cuando un pintor barre un color en su puesta de sol que no se ve en la Baja Pomerania; cuando se favorece el control de la natalidad; cuando se construye una casa con techo plano; cuando se muestra un nacimiento por cesárea en pantalla; Cuando uno admira la actuación de [Charlie] Chaplin y la magia matemática de [Albert] Einstein. Esto se llama bolchevismo cultural y un favor personal prestado a Herr Stalin. Es también la mentalidad democrática de los hermanos Mann, una pieza de música de Hindemith o Kurt Weill, y debe identificarse con la insistencia histérica de un loco por una ley que le da permiso para casarse con su propia abuela.

Cuando tomaron control del gobierno alemán, los nazis procedieron a suprimir los estilos del arte moderno y a promover el arte con temas nacionalistas y raciales. Varias personalidades del arte de la era de Weimar como Paul Renner, Richard Hülsenbeck, y los diseñadores de Bauhaus, fueron marginadas.